# 니시군

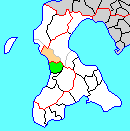
니시 군의 위치

니시군(일본어: 爾志郡)은 일본 홋카이도 히야마 지청의 군이다.
인구 3,095명, 면적 162.59km², 인구밀도 19명/km².(2025년 2월 28일, 주민기본대장인구)
이하 1정으로 구성된다.
- 오토베정(乙部町)

## 역사
- 2005년 10월 1일 - 구마이시 정이 오시마 지청 야마코시 군 야쿠모 정과 합병해 오시마 지청 후타미 군 야쿠모정이 성립, 군에서 이탈하였다.